# Hummer
Hummer je bila ameriška blagovna znamka terenskih vozil in poltovornjakov.